# اتو فینش
فردریش هرمن اتو فینش (انگلیسی: Otto Finsch; ۸ اوت ۱۸۳۹ – ۳۱ ژانویهٔ ۱۹۱۷) زیست‌شناس، گردشگر، پرنده‌شناس، بازرگان، طبیعت‌شناس و انسان‌شناس اهل آلمان بود.

در سال ۱۸۸۴ وی فینشهافن را مورد بررسی قرارداد بهمین دلیل هم نام او بر روی این شهر گذاشته شد.